# Colest-5-ene-3beta,7alfa-diolo 3beta-deidrogenasi
La colest-5-ene-3beta,7alfa-diolo 3beta-deidrogenasi è un enzima appartenente alla classe delle ossidoreduttasi, che catalizza la seguente reazione:
colest-5-ene-3β,7α-diolo + NAD+ ⇄ 7α-idrossicolest-4-en-3-one + NADH + H+
Altamente specifico per 3β-idrossi-C27-steroidi con doppio legame Δ5.